# Corynoptera ignorata
Corynoptera ignorata är en tvåvingeart som beskrevs av Werner Mohrig och Froese 1992. Corynoptera ignorata ingår i släktet Corynoptera och familjen sorgmyggor.
Artens utbredningsområde är Tyskland. Inga underarter finns listade i Catalogue of Life.